# Frédéric Bonnaud

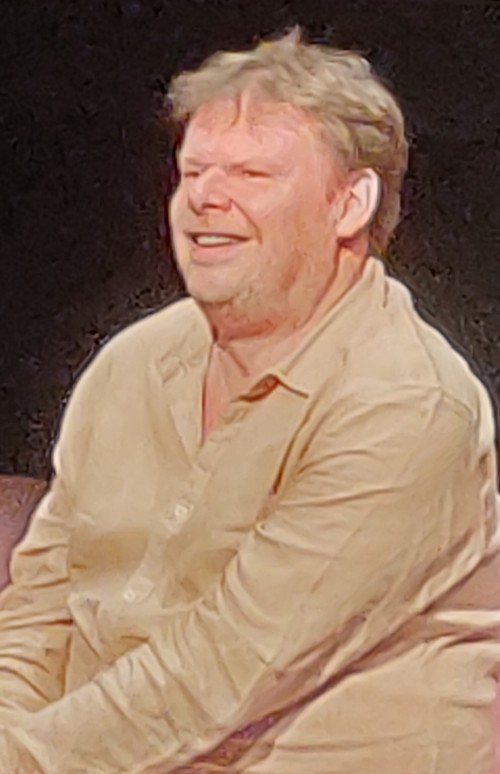
Frédéric Bonnaud (2021)

Frédéric Bonnaud (* 27. Juni 1967 in Frankreich) ist ein französischer Radiomoderator und Journalist.

## Leben
Er begann Mitte der 1990er Jahre als Filmkritiker bei dem Magazin Les Inrockuptibles und als Assistent in der Filmabteilung der "Galerie nationale du Jeu de Paume". Auf Empfehlung von Bernard Lenoir kam er zum französischen öffentlich-rechtlichen Radiosender "France Inter" und arbeitete als Film-Kolumnist u. a. in der Sendung "La partie continue".
Zwischen 2003 und 2006 leitete er die Kultursendung "Charivari" auf "France Inter", aus der die Sendung "La bande à Bonnaud" entspringt (2006–2007). Anfang 2007 verließ er France Inter nach Auseinandersetzungen mit der Spitze des Senders.
Im Anschluss arbeitete er u. a. als Kolumnist auf "Europe 1" (2007–2009), auf "Canal+" und auf "France 2". Anfang 2010 kehrte er zu "Radio France", für die Sendung "Plan B pour Bonnaud" auf "Le Mouv'", zurück. Seit dem 8. Januar 2012 leitet er gemeinsam mit Philippe Collin und Xavier Mauduit die schräge Kultursendung Abgedreht! auf arte.
2018 wurde er bei den 75. Internationalen Filmfestspielen von Venedig als Jurymitglied der Sektion Orizzonti berufen.

## Filmografie
- 2007–2010: Salut les Terriens
- 2012: Abgedreht!